# Белица (Софийска област)
Вижте пояснителната страница за други значения на Белица.
Белѝца е село в Западна България. То се намира в Община Ихтиман, Софийска област.

## География
Село Белица се намира в Ихтиманска Средна гора. То се състои от 15 махали със своеобразен административен център махала Черковна, наричана още Средищна

## История
Село Белица е образувано през 2001 година с обединяването на селата Средищна, Суевци и Гроздьовци.

## Известни личности
Владимир Зеленгоров (1910 – 1991 г.) – български писател, автор на „Разкази за Смирненски“, „Чудните работи“, „Снежният човек“ и други.

## Културни и природни забележителности
- Надгробен паметник на Васил Икономов в близост до селото. Всяка година около 20 юни анархисти от цялата страна се събират да почетат паметта му.

## Галерия
- Паметник на априлските въстаници в с. Белица
- Улица „Христо Ботев“ в с. Белица
- Площад „Джон Атанасов“ в с. Белица
- Улица „Васил Левски“, c. Белица
- Площад „Алберт Аинщайн“ в с. Белица
- Нефункциониращото основно училище „Асен Златаров“ и ул. „Кирил и Методий“
- Махала Суевци